# Рамон Лаваль Альвіаль
Рамо́н Лава́ль Альвіа́ль (Рамон А(рмініо). Лаваль; ісп. Ramón Laval Alvial, Ramón A. Laval; *14 березня 1862, Сан-Фернандо — †14 жовтня 1929, Сантьяго) — чилійський письменник і бібліограф; один з найвидатніших чилійських фольклористів початку XX століття, який присвятив значну частину свого часу розвитку цієї дисципліни й здійснив з неї численні публікації.

## З життєпису
Рамон Армініо Лаваль Альвіаль народився в Сан-Фернандо 14 березня 1862 року. Він був одним із шести дітей, народжених у шлюбі французького емігранта Рамона Едуардо Лаваля Англаде та чилійки Марії дель Сокорро Альвіаль Діас. Коли Лавалю було три роки, у 1865 році, його батьки вирішили переїхати до Сантьяго, у популярний район Реколета, де його батько працював інженером.
У Сантьяго Рамон Лаваль навчався у коледжі Реколета Домініка, а потім вивчав теологію та каліграфію, одночасно з цим, у віці 21 року, приступивши до роботи на чилійській пошті.
Згодом Рамон Лаваль почав працювати у Національній бібліотеці Чилі, де пропрацював загалом 33 роки. Саме там Лаваль познайомився і освоїв бібліографію, а також займав посади, відповідно, секретаря, заступника директора і зрештою, директора цієї установи. З цією ж установою пов'язана блискуча літераторська, власне бібліографічна, а також фольклористична діяльність Р. А. Лаваля.
15 серпня 1928 року лікарі виявили у Рамона Лаваля невідому хворобу, яка зрештою призвела до його смерті 14 жовтня 1929 року у віці 67 років. Його поховали на католицькому кладовищі Сантьяго-де-Чилі 16 жовтня того ж року.

## З доробку

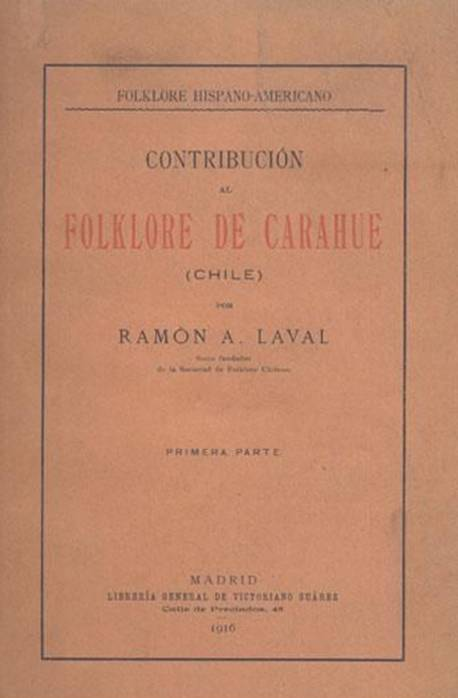
Contribución al folklore de Carahue, Рамон Лаваль Альвіаль, 1916.

Між 1912 і 1915 роками Рамон Лаваль керував різними публікаціями високого наукового рівня і, крім того, що був методичним письменником, став видатним бібліографом, і тому в 1915 році написав свою «Бібліографію бібліографій» (Bibliografía de Bibliografías), — працю, що поставила його серед найвидатніших діячів цієї галузі в країні.
Крім власне літераторства, Лаваль був одним із провідних чилійських фольклористів початку 20-го століття разом із Хуліо Вікунья Сіфуентесом та натуралізованим чилійським німецьким ученим і лінгвістом Родольфо Ленцом. Разом з ними в 1909 році Лаваль заснував Чилійське фольклорне товариство, яке через 2 роки об'єднається з нещодавно створеним Чилійським товариством історії та географії, директором якого він був у 1925-1929 роках. 
Пропри недовге існування Чилійське фольклорне товариство об'єднало провідних дослідників народної творчості чилійців і пулікувало перший спеціалізований часопис про національний фольклор, сприяючи консолідації вивчення народних культур країни.
Фольклористична діяльність Лаваля вирізнялася детальними польовими дослідженнями, які він провів у сільських районах, таких як Карауе, розташованих на півдні Чилі, а також ерудицією, з якою він порівнював різні прояви популярної культури з їхніми європейськими еквівалентами. Серед його творів виділяються такі: Del latín en el folklore chileno (1910), Oraciones, ensalmos y conjuros (1910), Cuentos chilenos de nunca acabar (1910), Contribución al folklore de Carahue (1916), Tradiciones, leyendas y cuentos recogidos de la tradición oral de Carahue (1920), Paremiología chilena (1923), Cuentos populares en Chile (1923) і Cuentos de Pedro Urdemales (1925) тощо.
Вибрана бібліографія
- Oraciones, ensalmos y conjuros del pueblo chileno comparados con los que se dicen en España (стаття, 1910)
- Cuentos chilenos de nunca acabar (1910)
- Contribución al folklore de Carahue (1916)[10]
- Tradiciones, leyendas y cuentos populares recogidos de la tradición oral en Carahue, Chile (1920)
- Cuentos de Pedro Urdemales (1925)
- Revista Chilena de Historia y Geografía (1930)

У 2013 році українською мовою вийшла невелика книга «Чилійські казки» (Львів: «Кальварія», 120 с.), де в перекладах іспаніста С. Ю. Борщевського вміщено 12 чилійських народних казок із зібрання Рамона А. Лаваля Tradiciones, leyendas y cuentos populares recogidos de la tradición oral en Carahue, Chile (1920).